# 王毓德
王毓德，正红旗人，是一名清朝政治人物。监生出身。
王毓德曾于1726年接替刘文彬任娄县知县一职，1727年由萧廷瑞接任。